# Frauenstreik (Schweiz)

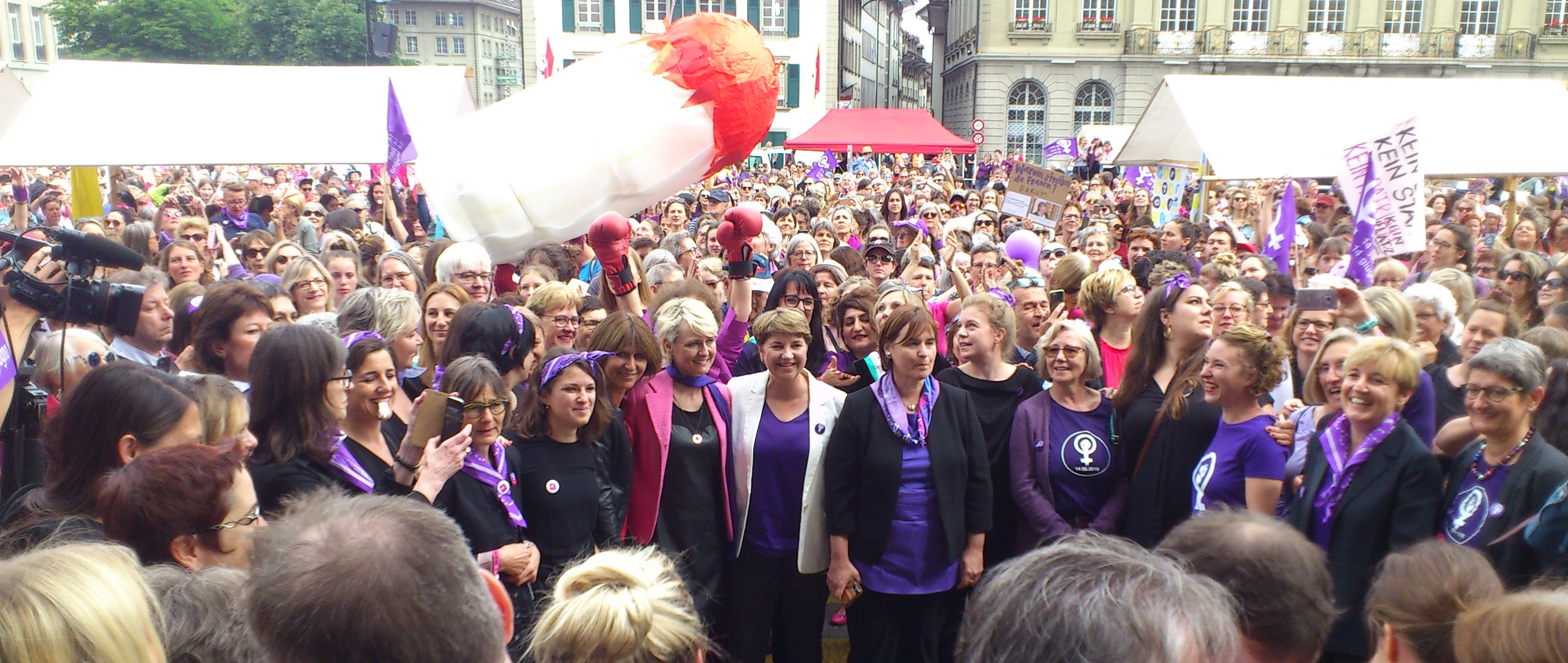
Frauenstreik 2019 auf dem Berner Bundesplatz: Bundesrätin Viola Amherd (Bildmitte, mit heller Jacke), rechts neben ihr Nationalratspräsidentin Marina Carobbio Guscetti, links neben ihr Nationalratsvizepräsidentin Isabelle Moret und die roten Boxhandschuhe von Margret Kiener Nellen sowie weitere Bundesparlamentarierinnen und Streikende während eines Sitzungsunterbruchs

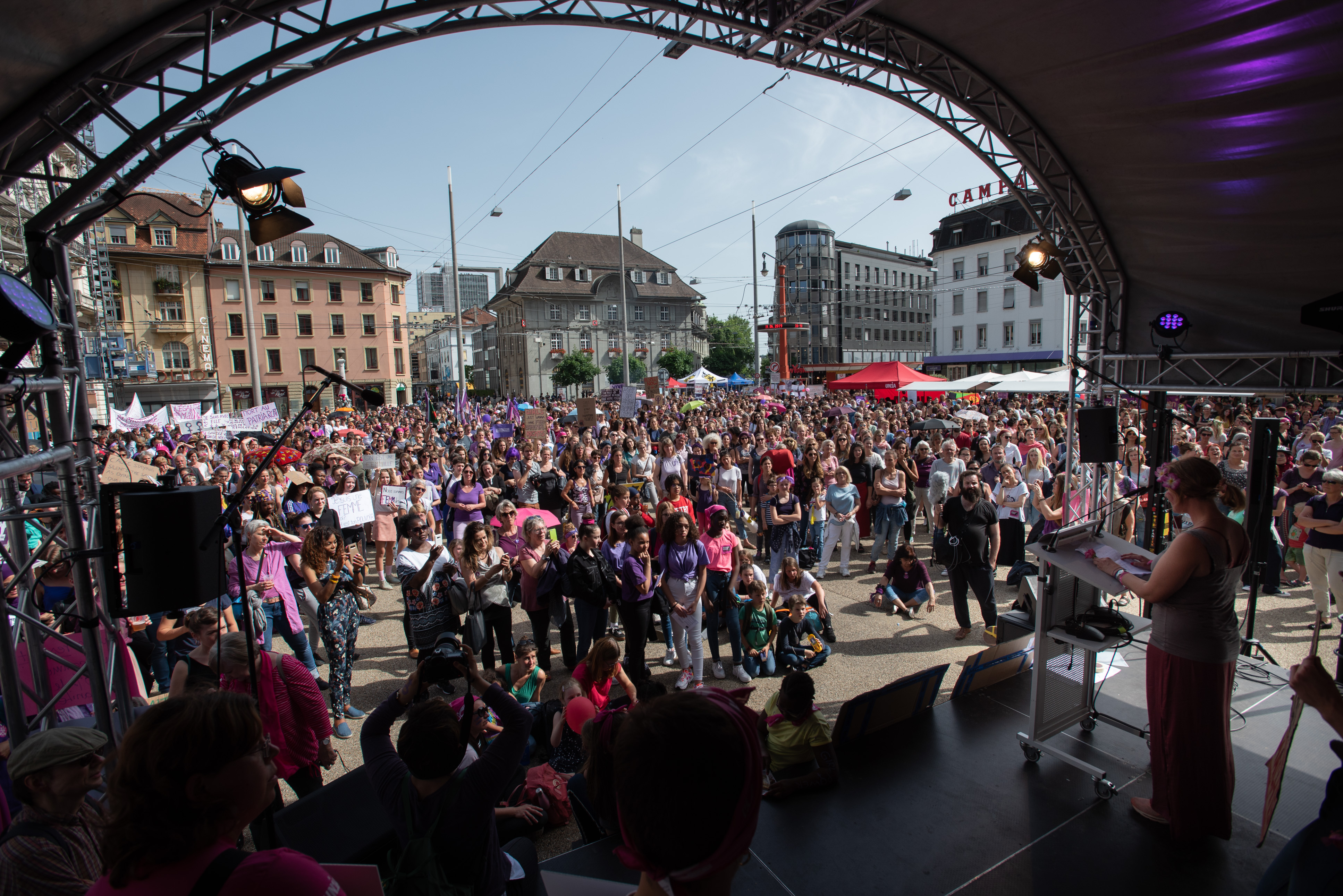
Der Bieler Zentralplatz, 2019

Die landesweiten Frauenstreiks 1991, 2019 und 2023 waren die «grössten öffentlichen Mobilisierungen» in der Schweiz seit 1918. Jeweils am 14. Juni beteiligten sich Hunderttausende Frauen an Protest- und Streikaktionen für ihre Rechte. Die Frauenstreiks machten auf systematische oder strukturelle Probleme aufmerksam und mahnten die Beseitigung von Defiziten in der Gleichstellung an.

## Geschichte
Arbeiterinnen der Arnold B. Heine & Co. in Arbon, seit 1904 weltgrösste Stickerei, streikten 1906 und 1907 mehrfach gegen die Arbeitsbedingungen. Im Jahr 1908 kam es zum fünf Monate dauernden «Arboner Krieg», bei dem nach den Männern auch Scherlerinnen und Ausrüsterinnen in den Ausstand traten.
Der Landesstreik war ein dreitägiger Generalstreik im November 1918. Es waren rund 250'000 Arbeiter und Gewerkschafter beteiligt. Drei junge Männer wurden durch Ordnungstruppen getötet. Frauen galten als «entscheidende Kraft» im Landesstreik und ihr Stimmrecht war die zweite von neun Forderungen der Streikenden. In einigen Kantonen wurde zwischen 1919 und 1921 die Einführung des Frauenstimmrechts auf kantonaler Ebene mit grossen Mehrheiten abgelehnt. Beim Umzug zur Schweizerischen Ausstellung für Frauenarbeit (SAFFA) im Sommer 1928 wurde der Wagen mit einer Schnecke namens «Frauenstimmrecht» stark kritisiert. Kritik erhielten auch die Frauen, die 1948 beim Bundesrat protestierten, als das Land das 100-jährige Bestehen der Bundesverfassung feierte. Sie hatten das Motto «Schweiz, ein Volk von Brüdern» um den Zusatz «ohne Schwestern» erweitert und symbolisch eine Europakarte mit einem schwarzen Fleck in der Mitte überreicht.

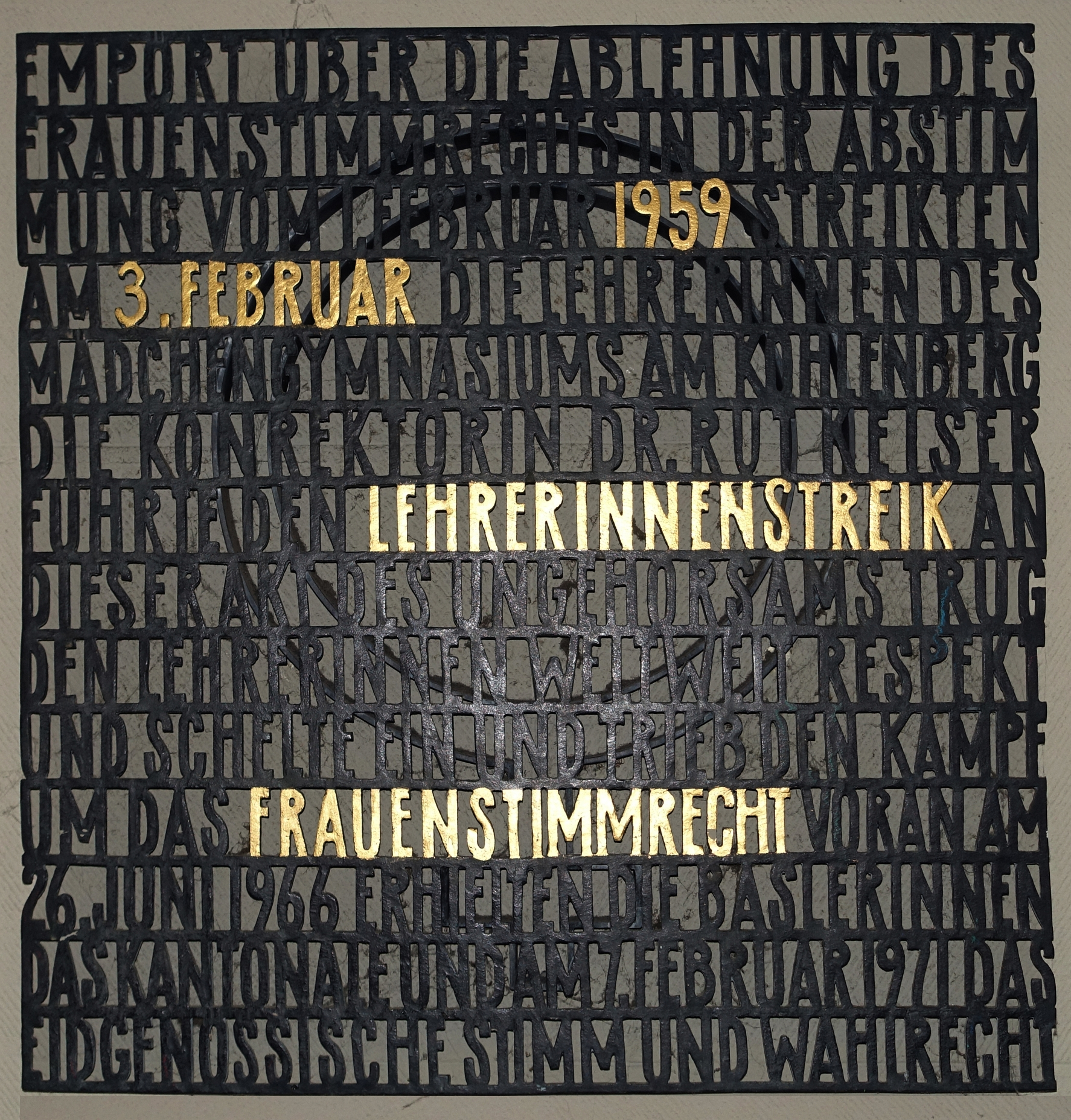
Erinnerung an den Lehrerinnenstreik in Basel

Die erste Volksabstimmung über das eidgenössische Frauenstimmrecht am 1. Februar 1959 scheiterte am Volks- (33 Prozent zu 67 Prozent) und Ständemehr (3 zu 16 + 6/2 Kantonen). Protestaktionen und Frauenstreiks in der ganzen Schweiz waren die Folge. Nur in den welschen Kantonen Waadt, Neuenburg und Genf sprach sich eine Mehrheit für das Frauenstimmrecht aus. Als Protest legten am 3. Februar beim «Basler Lehrerinnenstreik» 50 Frauen ihre Arbeit nieder. Aufgerufen hatte Rut Keiser vom Mädchengymnasium am Kohlenberg.
Nach Waadt im Februar 1959 nahmen die Kantone Neuenburg und Genf im September 1959 und März 1960 das Frauenstimm- und Wahlrecht auf kantonaler Ebene an. Es folgten Basel-Stadt (Juni 1966) und Basel-Landschaft (Juni 1968), Tessin (Oktober 1969), Wallis (April 1970), Luzern (Oktober 1970) und Zürich (November 1970). Beim Marsch auf Bern demonstrierten 5000 Frauen und Männer am 1. März 1969 vor dem Bundeshaus in Bern. Unterstützung kam auch von konservativen Frauenorganisationen. Emilie Lieberherr forderte die rechtliche Gleichstellung der Geschlechter «als wichtige Voraussetzung für die Verwirklichung der Menschenrechte». Vorbehalte stellten «die Glaubwürdigkeit unseres Landes als Rechtsstaat und Demokratie in Frage».
Am 7. Februar 1971 gewährte das männliche Stimmvolk den Frauen aktives und passives Wahl- und Stimmrecht mit 621'109 gegen 323'882 Stimmen (65,7 Prozent Zustimmung) und von 15 ½ Ständen gegen 6 ½ Stände. Bei den Wahlen vom 31. Oktober 1971 wurden elf Frauen in den Nationalrat gewählt, entsprechend einem Frauenanteil von 5,5 Prozent. Die anderen Kantone ausser Appenzell Ausserrhoden und Innerrhoden folgten bis 1972. Später als die Schweiz waren in Europa Portugal 1974 sowie das Fürstentum Liechtenstein 1984.

## Gleichberechtigungsartikel am 14. Juni 1981
Bei der eidgenössischen Abstimmung vom 14. Juni 1981 wurde der bundesrätliche Vorschlag zur Gleichberechtigungsinitiative angenommen und der Grundsatz der Gleichstellung von Frauen und Männern in der Verfassung des Landes verankert. Vorangegangen waren Diskussionen des Nationalrats über die Einbindung der Frauen in die Schweizer Gesamtverteidigung. Viertausend Frauen demonstrierten am 6. März auf dem Bundesplatz dagegen.

## Frauenstreik 1991

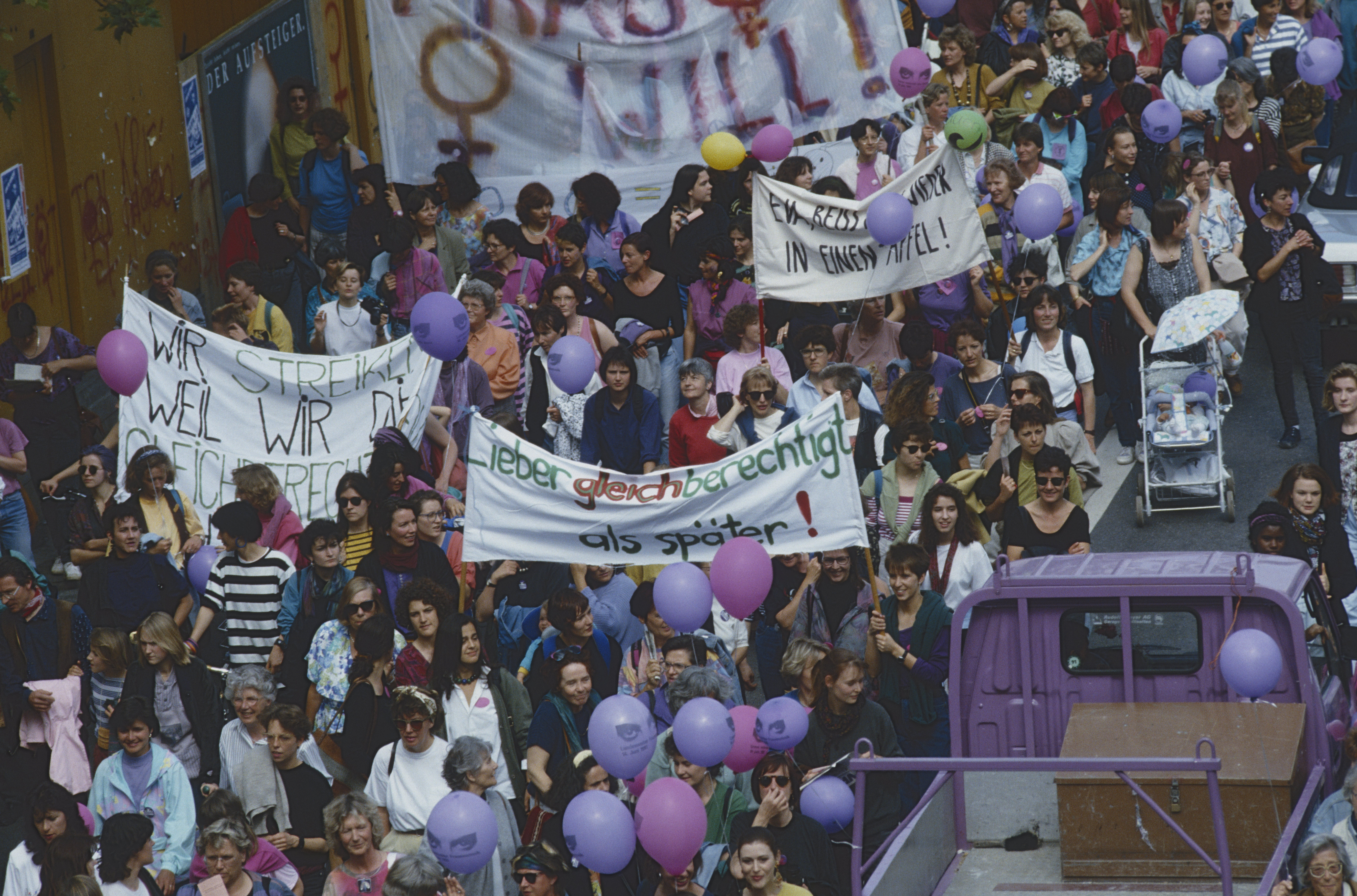
Frauenstreik 1991 in Zürich

Der Frauenstreik vom 14. Juni 1991 erregte internationales Aufsehen. Hunderttausende von Schweizer Frauen beteiligten sich an den Streik- und Protestaktionen unter dem Motto «Wenn Frau will, steht alles still». Anlass war das zehnjährige Jubiläum der Annahme des Verfassungsartikels «Gleiche Rechte für Mann und Frau». Die Veranstaltungen informierten über die zögerliche Umsetzung des Artikels durch die Bundesregierung und drückten den Unmut der Schweizerinnen über die Verzögerungstaktik des Bundesrates bei Gleichberechtigungsthemen aus. Der Streik war bis 1991 die grösste politische Mobilisation der Schweiz seit dem Landesstreik von 1918. Neben Aktionen in den grossen Städten fanden auch in anderen Gemeinden politische Kundgebungen statt.

### Vorgeschichte
Die Arbeiterinnen der Uhrenindustrie im abgelegenen Vallée de Joux hatten unter einem ungewöhnlich hohen Lohngefälle zu leiden. Die Initiantinnen gewannen Christiane Brunner vom Schweizerischen Metall- und Uhrenarbeiterverband (Smuv), die Idee eines Streiks dem Schweizerischen Gewerkschaftsbund (SGB) zu unterbreiten. Der Vorstand des SGB sprach sich mit knapper Mehrheit am 29. August 1990 für den Streikantrag aus. Der SGB-Kongress stimmte im Oktober dagegen, jedoch geschlossen für einen Aktionstag. Der SGB gründete im Dezember ein nationales Streikkomitee, trotz anfänglicher Widerstände seitens männlicher Gewerkschafter. In den kantonalen und lokalen Koordinationskomitees beteiligten sich auch Vertreterinnen der Frauenbewegung, der Parteien und anderer Organisationen. Der Bund Schweizerischer Frauenvereine äusserte sich öffentlich gegen das Vorhaben.

Die Frauensession 1991 im Nationalratssaal

An einer Frauensession im Nationalratssaal nahmen im Februar 1991 rund 250 Frauen aus verschiedenen Organisationen und Bereichen teil. Anlass waren die 700-Jahr-Feier der Eidgenossenschaft, das 20-jährige Bestehen des Frauenstimmrechts und das 10-jährige des Gleichberechtigungsartikels in der Verfassung. Der vorbereitete Resolutionsentwurf wurde mit grosser Mehrheit als zu wenig konkret abgelehnt. Der im Anschluss publizierte Forderungskatalog enthielt die in Arbeitsgruppen erarbeiteten frauenpolitischen Forderungen: vom Zivilstand unabhängige Altersvorsorge, Betreuungsgutschriften in der Alters- und Hinterlassenenversicherung (AHV), gleicher Lohn für gleichwertige Arbeit, Zulässigkeit der Verbandsklage in Lohngleichheitsfragen, Mutterschaftsversicherung, bessere Vertretung von Frauen in politischen Gremien, Ganztagesschulen und ausserschulische Kinderbetreuung, Selbstbestimmungsrecht der Frau über ihren Körper.

### Auswirkungen
Am 3. März 1993 wählte die Bundesversammlung statt der nominierten Kandidatin Christiane Brunner einen Mann in den Bundesrat. Die Frauen griffen auf die Netzwerke der Streikorganisation zurück und lösten schnell eine schweizweite Protestbewegung aus. Der gewählte Francis Matthey gab nach und verzichtete auf seine Wahl. Die Bundesversammlung wählte dann die Gewerkschafterin Ruth Dreifuss. Bei allen folgenden Wahlen wurden die Frauenanteile in den kantonalen und kommunalen Parlamenten sichtbar erhöht. Diese Ereignisse wurden als «Brunner-Effekt» bezeichnet. Eine längerfristige Folge war die verstärkte Kooperation von engagierten Frauen über Parteigrenzen hinweg.
Zu den langfristigen Erfolgen gehören ebenso die Verabschiedung des Gleichstellungsgesetzes 1995, die Einführung der Fristenlösung 2002 und die Institutionalisierung einer Mutterschaftsversicherung 2005. Die Angleichung der Löhne wurde im Allgemeinen nicht erfüllt.

## Frauenaktionstag 2011
Der «Frauenaktionstag» vom 14. Juni 2011 wurde von etwa 50 Organisationen getragen, erstmals beteiligte sich der Bäuerinnen- und Landfrauenverband. Der Tag erinnerte daran, dass einige der Anliegen des Frauenstreiks von 1991, insbesondere die Angleichung der Löhne, nach zwanzig Jahren noch nicht erfüllt waren.

## Frauenstreik 2019

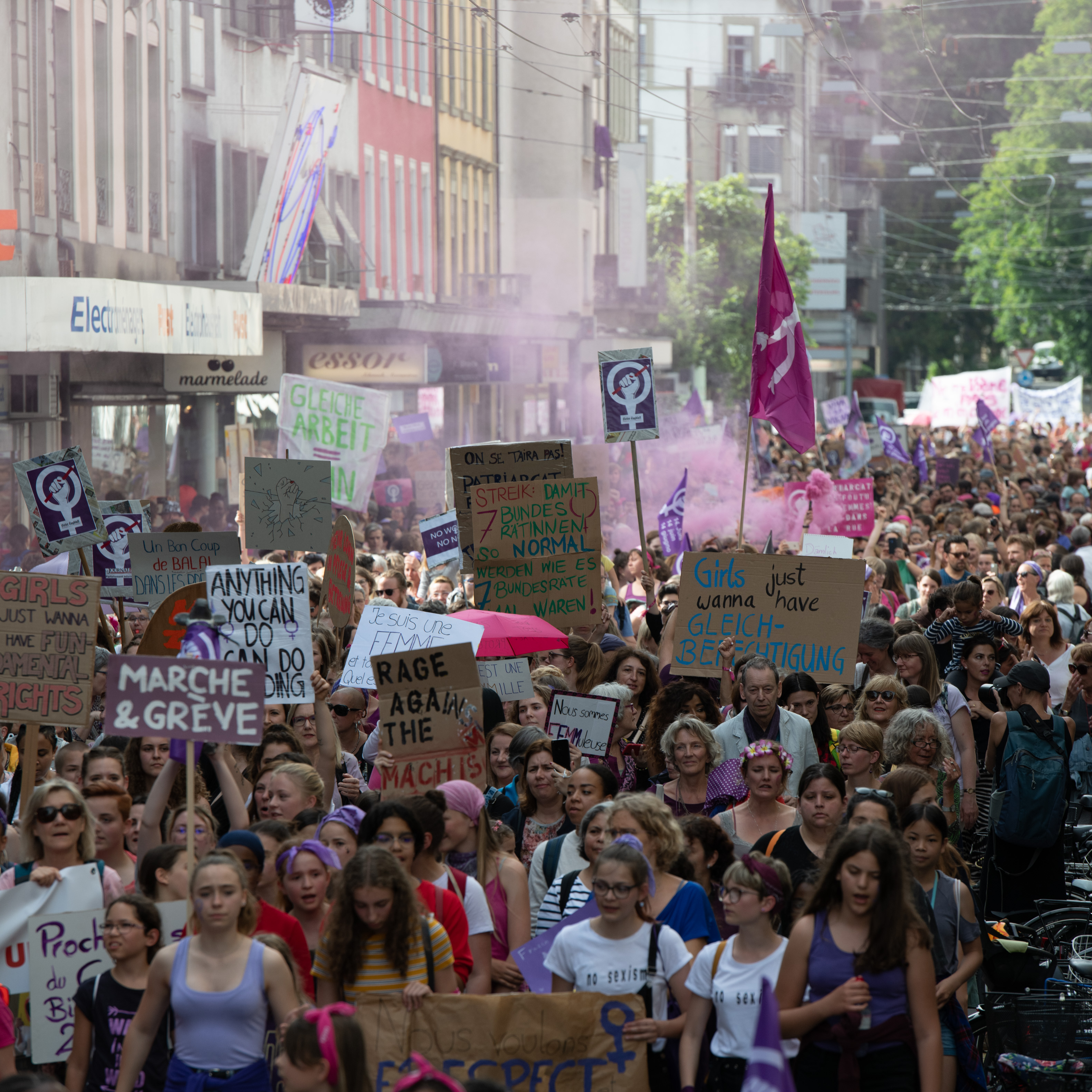
Frauenstreik 2019 in Biel

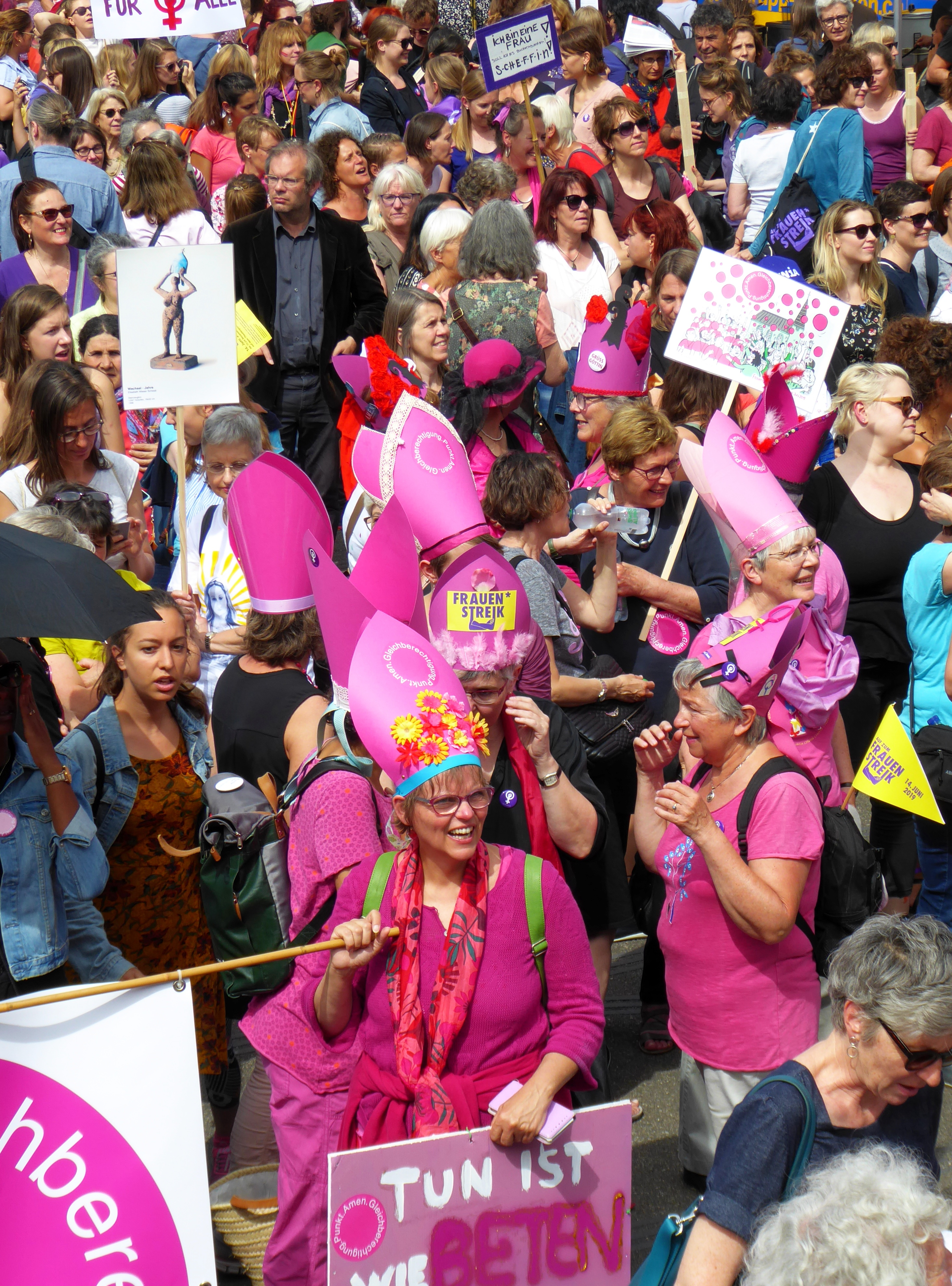
Protestierende in Basel

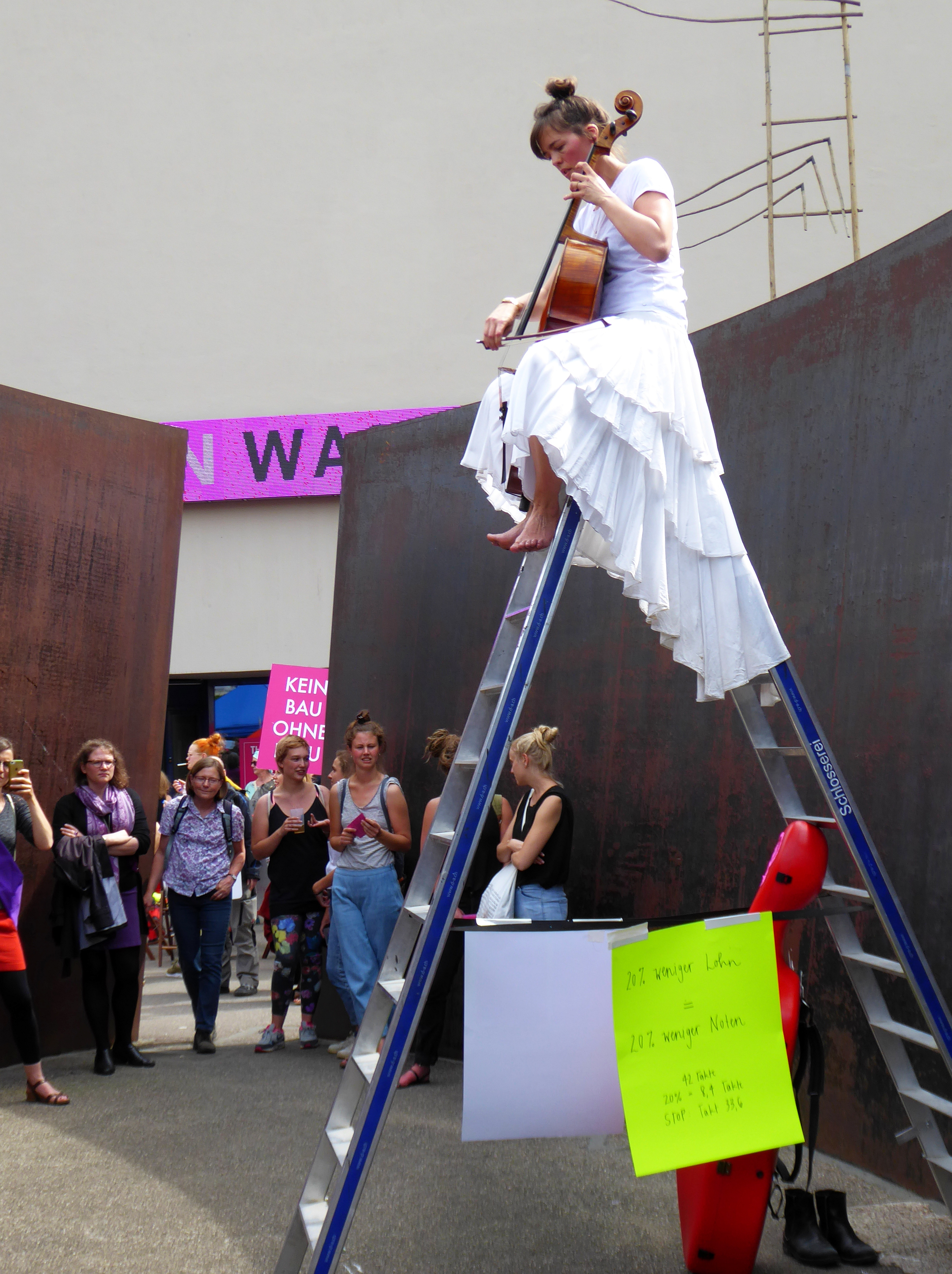
Frauenstreik, Basel 2019, Cellistin Mara Miribung in Richard Serras Skulptur «Intersections» vor dem Theater Basel

Am 14. Juni 2019, 28 Jahre nach dem ersten grossen Frauenstreik, demonstrierten schweizweit ein weiteres Mal 500'000 Menschen für die Gleichstellung. Im Forderungskatalog des zweiten Frauenstreiks war die Lohngleichheit eine zentrale Forderung, 43 Prozent der Lohnungleichheiten zwischen Frauen und Männern galten als unerklärt. Daneben waren höhere gesellschaftliche Anerkennung von Frauenarbeit, mehr Zeit und Geld für Betreuungsarbeit («Care-Arbeit»), Bekämpfung von Sexismus und sexueller Belästigung. Sein Motto war «Lohn. Zeit. Respekt.» Die in Eigendarstellung Frauen*streik (französisch grève des femmes*, italienisch donne* in sciopero) genannten Aktionen sollten um 11 Uhr Aktionen am Arbeitsplatz und um 15.30 Uhr eine Arbeitsniederlegung zu regionalen Kundgebungen umfassen. Die Frauen im Parlament legten um 10.50 Uhr eine Protestpause ein, auf dem Bundesplatz kam es um 15.24 Uhr zum «Freeze» in Bern und in Biel zum Pfeifkonzert. Im Vergleich zu den Löhnen der Männer arbeiteten Frauen ab diesem Zeitpunkt «umsonst» (siehe: Equal Pay Day).
An Teilnehmenden gezählt wurden 160'000 Personen in Zürich, 50'000 in Bern, 40'000 in Basel, 30'000 in Lausanne, mindestens 20'000 in Genf, jeweils 12'000 in Freiburg und Sitten, in Bellinzona, Luzern, Neuenburg und Winterthur jeweils 5 bis 10'000, 4'000 in Delsberg und St. Gallen, 3'000 in Aarau und Biel sowie 1'000 in Chur. Beachtung erfuhren auch Gruppen von mehr als 30 Frauen in Dörfern sowie streikende Lehrerinnen an der Schweizerschule in Mexiko-Stadt. In Schaffhausen verursachte die Munotwächterin Karola Lüthi grosse Aufregung, da das Glöcklein des Munot zum ersten und einzigen Mal seit Hunderten von Jahren ungeschlagen blieb.
In der Schweiz riefen kirchlich engagierte Frauen mit Unterstützung von Verbänden, wie dem Schweizerischen Katholischen Frauenbund (SKF) und der Interessengemeinschaft Feministischer Theologinnen, ebenfalls zu einem «Kirchenfrauenstreik» am 15. und 16. Juni sowie zur Beteiligung am 14. Juni auf.
Die Zeitung Bote der Urschweiz erschien am Streiktag als Botin der Urschweiz, der Freie Schweizer (Amtliches Publikationsorgan für den Bezirk Küssnacht) als Freie Schweizerin.

### Vorgeschichte
Im September 2018 lancierten Kathrin Bertschy als Co-Präsidentin der Frauenorganisation alliance F und Flavia Kleiner als Co-Präsidentin der damaligen Operation Libero die Kampagne «Helvetia ruft», um eine ausgewogenere Geschlechterverteilung in Volksvertretung und Regierung zu erreichen. Der Frauenanteil vor den Parlamentswahlen 2019 lag im Ständerat bei 15 Prozent, im Nationalrat bei etwa einem Drittel der Mitglieder. Die Kampagne wurde von Politikerinnen aus allen grossen Parteien mitgetragen. Eine Verschlechterung des Frauenanteils war zu befürchten, da Ständerätinnen ihr Ausscheiden angekündigt hatten.
Im Vorfeld des Frauenstreiks wurden von kantonalen Organisationskomitees Aktionen geplant und durchgeführt. Beispielsweise wurden am 14. Mai 2019 im Kanton Schwyz Strassenschilder umbenannt. Die kantonalen Tagespresse berichtete darüber umfassend.

### Auswirkungen
Bei den Wahlen vom 20. Oktober 2019 wurden erstmals mehr «neue Frauen» als «neue Männer» in den Nationalrat gewählt. Mit 84 Frauen im Nationalrat erreichte ihr Anteil erstmals 42 Prozent, bei einem Anteil von 40 Prozent in den Wahlvorschlägen. Im internationalen Vergleich kam die Schweiz von Platz 38 in 1991 auf Platz 15 und lag vor Norwegen. Die weiteren Zahlen im Vergleich von 1991 und 2019 sind in Prozent: Ständerat 8,7 und 26,1; Kantonsparlamente 15,2 und 29,9 sowie bei der Legislative in den Städten 25,1 und 32,0. In der Exekutive verbesserte sich die Präsenz der Frauen in den Jahren 1991 und 2019 in Prozent bei den Kantonsregierungen von 3,0 auf 24,7 und bei den Städten von 15,8 auf 27,2. Bei den Bundesräten war 1991 keine Frau vertreten, im Jahr 2019 standen drei Bundesrätinnen vier Bundesräte gegenüber. Im Vergleich zur letzten Wahl war allerdings die Präsenz in den Kantonsregierungen gesunken, da die Kantone Aargau und Uri reine Männerregierungen wählten. Im Corona-Krisenstab standen 2020 zwei Frauen zwölf Männer gegenüber. In den Führungsetagen Schweizer Unternehmen stieg der Frauenanteil bei Verwaltungsratsmandaten von 10 auf 23, in den Geschäftsleitungen von vier auf zehn Prozent.
Bei der Lohnungleichheit wies Regina Bühlmann vom Schweizerischen Gewerkschaftsbund auf das strukturelle Defizit hin. Statistisch lag der Medianwert der Löhne vor Steuerabzügen bei Männern im Jahr 2018 bei 6'600, bei Frauen bei 5'651 Franken im Monat, die Differenz entspricht 14,4 Prozent. Bei Löhnen unter 4'500 Franken betrug der Anteil der Frauen 58,3 Prozent, während sie bei Löhnen über 16'000 Franken nur noch zu 17,6 Prozent beteiligt waren. Nach dem Referendum im September 2020 wurde der Vaterschaftsurlaub von einem auf zehn Arbeitstage (zwei Wochen) erhöht.
Zum 14. Juni 2019 veröffentlichte das Historische Lexikon der Schweiz (HLS) 24 neue Artikel zur «Frauen- und Gendergeschichte» im Internet, denen weitere folgten. Nach eigenen Angaben war die Geschichte der Schweizer Frauen in den vorhandenen Artikeln bis dahin untervertreten.
Mit dem Streik 2019 kam innerhalb der feministischen Bewegung die Diskussion zur Umbenennung zu «Feministischer Streik» auf. Während der progressive Teil der Bewegung damit mehr Inklusivität, beispielsweise für nichtbinäre Menschen, schaffen will, bestehen sogenannte Altfeministinnen auf der Bezeichnung «Frauenstreik».

## 2020er-Jahre
Trotz Verbots kam es 2020 zu Grossdemonstrationen mit über 10'000 Personen in der Zürcher Innenstadt. Durch die Corona-Krise hatten sich gemäss den Streikenden viele Missstände verschärft. Der Aufruf zu Aktionen für den 14. Juni 2020 stand unter dem Motto «Feministisch pausieren – kollektiv organisieren».
Auch 2021 fanden Aktionen statt, an denen über 100'000 Menschen teilnahmen.
2022 nahmen ungefähr 50'000 Personen teil.
2023 beteiligten sich über 350'000 Menschen an 20 Demonstrationen in verschiedenen Städten in der Schweiz.

## Rezeption
Die Halbjahresschrift Widerspruch (Rotpunktverlag) widmete sich im Frühjahr 2020 der Diskussion des Frauenstreiks 2019.
Yoshiko Kusano erstellte mit 31 weiteren Fotografinnen den Bildband Wir – Fotografinnen am Frauen*streik (franz. Nous – au cœur de la grève féministe.) im Christoph Merian Verlag. Die Künstlerinnen Mali Lazell und Julia Haenni dokumentierten 2021 unter dem Titel Ich will alles. Streikporträts 90 Frauen, die 2019 Teil des «feministischen Streiks» in Zürich waren. Das Buch war in der Kategorie «Konzeptionell-künstlerische Fotobildbände» Teil der Longlist zum Deutschen Fotobuchpreis 2021/22.
Veronika Sutter, eine der Mitorganisatorinnen des Streiks 1991, kam als «Überraschungsdebütantin» 2021 auf die Shortlist des Schweizer Buchpreises. In ihrem Geschichtenband «Grösser als Du» thematisierte sie häusliche Gewalt. Die 15 «Geschichten» sind lose verwoben und ihre Handlung spielt zwischen den beiden Schweizer Frauenstreiks, die einigen der Akteurinnen den Anstoss zu handeln geben.
Im Dokumentarfilm Heldinnen des Alltags (franz. Les nouvelles Èves) verfilmten die sechs Filmemacherinnen Camille Budin, Annie Gisler, Jela Hasler, Thaïs Odermatt, Wendy Pillonel und Anna Thommen das tägliche Leben von sechs Frauen. Der vom Frauenstreik inspirierte Film wurde am 28. September 2021 beim Zurich Film Festival erstmals gezeigt und ausgezeichnet.

## Frauenstreik 2023
Der Streik von 2023 hiess neu «Feministischer Streik». Damit wollten die Organisierenden ausdrücken, dass so eine grössere Bandbreite der Anliegen formuliert wird, und der Anlass so inklusiver wird. Es gingen rund 300'000 Menschen auf die Strasse am 14. Juni. Allein in Zürich gab es laut Organisierenden 120 000 Teilnehmende, nach Polizeiangaben allerdings deutlich weniger (15 000 Personen).
Im Vordergrund standen schweizweit wiederum Forderungen nach Lohngleichheit, einer generell besseren Entlöhnung der mehrheitlich von Frauen geleisteten Arbeiten wie in der Pflege oder bei der Betreuung von Kindern, sowie konsequente Massnahmen gegen Gewalt gegenüber nonbinären Personen. In allen Landesteilen, vor allem in den grösseren Städten, wurden Demonstrationen und Versammlungen durchgeführt, die viel Beachtung fanden. Anders als beim Frauenstreik von 2019 divergierten die Forderungen der Beteiligten teilweise stark.
In Zürich verliefen die Aktionen in diesem Zusammenhang weitgehend friedlich. Allerdings blockierten am Mittag zahlreiche Demonstrantinnen des «Revolutionären Streikkollektivs Zürich» den Paradeplatz, worauf die Stadtpolizei ausrücken musste. Es kam zu einem Handgemenge zwischen Polizisten und Demonstrantinnen. Am 21. Juni 2023 kritisierte die Linke in der Folge im Zürcher Stadtparlament den «brutalen Einsatz».
In Bern war zum
ersten Mal ein Grossevent dieser Art während der Session draussen vor dem Bundeshaus bewilligt worden. Allerdings mit der Auflage, sich ruhig zu verhalten und Lärm zu vermeiden. Laut der Berner Sicherheitsdirektion wurde die Vorgabe weitgehend eingehalten. Erst am Abend durften von den Teilnehmenden Mikrofone verwendet werden. Bürgerliche Frauen und übergeordnete, parteiübergreifende Frauenorganisationen wie die Alliance F blieben dem Frauenstreik 2023 grösstenteils fern, da sie die Parolen als einseitig linkslastig empfanden.
Die Linke lässt diesen Einwand nicht gelten. Zum einen aus historischen Gründen nicht, da aus ihrer Perspektive sich der Frauenstreik aus der linken Arbeiterinnenbewegung entwickelt hat. Zudem hafte Forderungen wie der Kinderbetreuung als Service public, der nach generell kürzeren Arbeitszeiten oder der, am Arbeitsplatz keine sexuelle Belästigung erfahren zu müssen, nichts Extremes an. Diese seien nur vernünftig.
Auch 2024 und 2025 wurde jeweils am 14. Juni schweizweit zum feministischen Streik aufgerufen. 2025 standen die Aktionen unter dem Motto «Kein zurück – gemeinsam für mehr Gleichstellung». in mehr als 25 Städten und Gemeinden fanden Kundgebungen statt.

## Belege
1. ↑  Kathrin Ueltschi: «Die Heissglut der Südländerinnen». Frauenstreik in Arbon 1907. In: bodenständig und grenzenlos. 200 Jahre Thurgauer Frauengeschichte(n). Huber, Frauenfeld 1998. ISBN 978-3-7193-1159-9. S. 54–56.
2. ↑  Vorlage Nr. 191. In: Schweizerische Eidgenossenschaft. Abgerufen am 13. Juni 2022.
3. ↑  Der erste Frauenstreik der Schweiz In: Schweizer Radio und Fernsehen vom 29. Juli 2023
4. ↑  Ursa Krattiger (Hrsg.): «Randalierende Lehrerinnen». Der Basler Lehrerinnenstreik vom 3. Februar 1959. 2. Auflage. Schwabe, Basel 2011.
5. ↑  Elfi Belleville Wiss: Der Lehrerinnenstreik vom 3. Februar 1959: Frauenrechte und Schule in Basel-Stadt. In: Basler Schulblatt. Ausgabe Nr. 2, Februar 2009. S. 4–8.
6. ↑  Als Frauen auf die Männer pfiffen: «Marsch auf Bern» vor 50 Jahren In: Berner Zeitung vom 27. Februar 2019
7. ↑  Adi Kälin: Emilie Lieberherr rief die Frauen zum Kampf auf: «Ihr seid nicht nur zum Milchreiskochen auf der Welt» In: Neue Zürcher Zeitung vom 23. Februar 2019.
8. ↑  
Frauenstimmrecht und Frauenbewegung. In: FRAUENNET.ch. Archiviert vom Original (nicht mehr online verfügbar) am 17. April 2016; abgerufen am 10. Juni 2022.  Info: Der Archivlink wurde automatisch eingesetzt und noch nicht geprüft. Bitte prüfe Original- und Archivlink gemäß Anleitung und entferne dann diesen Hinweis.
9. ↑  Volksabstimmung vom 7. Februar 1971. In: Schweizerische Eidgenossenschaft. Abgerufen am 13. Juni 2022.
10. 1 2 3 4  Christian Koller: Vor 25 Jahren: Der Frauenstreiktag vom 14. Juni 1991. In: Schweizerisches Sozialarchiv, 1. Juni 2016.
11. ↑  Luzia Knobel: Frauenstreik 1991. In: Gemeinde Lexikon Riehen.
12. ↑  Monika Stocker, Edith Bachmann: Frauensession 1991. eFeF Verlag, Zürich 1991. ISBN 3-905493-23-3. S. 160–163.
13. ↑  Schweizerischer Gewerkschaftsbund: Argumente für den Frauenstreik. In: 14juni.ch – die gewerkschaftliche Seite für den Frauen*streik. Archiviert vom Original (nicht mehr online verfügbar) am 27. März 2019; abgerufen am 10. Juni 2022.  Info: Der Archivlink wurde automatisch eingesetzt und noch nicht geprüft. Bitte prüfe Original- und Archivlink gemäß Anleitung und entferne dann diesen Hinweis.
14. ↑  Angelika Hardegger, Alexandra Kohler, Linda Koponen, Esther Widmann: Frauenstreik Schweiz 2019: Was bleibt 2020 von der Euphorie? In: Neue Zürcher Zeitung. (nzz.ch [abgerufen am 13. Juni 2022]).
15. ↑  Barbara Ludwig: Kirchenfrauen sollen im Juni gleich zwei Mal streiken. In: kath.ch. 22. März 2019, abgerufen am 13. Juni 2022.
16. ↑  Vgl. die jeweiligen Ausgaben vom 14. Juni 2019.
17. ↑  Zahlen zu den Ratsmitgliedern. Abgerufen am 13. Juni 2022.
18. ↑  alliance F und Operation Libero lancieren überparteiliche Wahlkampagne für mehr Frauen in der Politik. Abgerufen am 13. Juni 2022.
19. ↑  Bote der Urschweiz: Frauengasse löst enormes Echo aus. Vom 9. Mai 2019. – Frauen knöpften sich Strassen vor. Vom 15. Mai 2019. – Der Ernst hinter der Sache. Vom 22. Mai 2019. (Auswahl)
20. 1 2  Philipp Loser: Frauenstreik Das hat sich getan. In: Basler Zeitung. 13. Juni 2020. S. 3.
21. ↑  Historisches Lexikon der Schweiz: «Sie war die erste …»: Pionierinnen der Schweizer Politik. Abgerufen am 10. Juni 2022.
22. ↑  Frauenstreiktag 2023 - Aufruf gegen Lohnungleichheit, für Familien und gegen Sexismus. 14. Juni 2023, abgerufen am 29. Juli 2023.
23. ↑  Alles, was du über den feministischen Streik am 14. Juni wissen musst. Abgerufen am 29. Juli 2023.
24. ↑  Andrea Kucera: Frauenstreik 2019 hat die Frauen der Macht näher gebracht. In: NZZ am Sonntag. 7. Juni 2020.
25. ↑  SGB-USS: Rückblick Frauenstreik: Ein starkes Signal für die Ungeduld der Frauen – Frauenstreik 2021. (Memento des Originals vom 8. März 2022 im Internet Archive)  Info: Der Archivlink wurde automatisch eingesetzt und noch nicht geprüft. Bitte prüfe Original- und Archivlink gemäß Anleitung und entferne dann diesen Hinweis. (vom 15. Juni 2021)
26. ↑  Ann-Kathrin Amstutz: Frauenstreik: Tausende demonstrieren in Zürich und Bern. Abgerufen am 16. Juni 2022.
27. ↑  Claudia Bergermayer: Frauenstreik in der Schweiz. In: Weiberdiwan. Die feministische Rezensionszeitschrift. 20. November 2020, abgerufen am 13. Juni 2022.
28. ↑  Marina Bozli: Das war ihr Frauenstreik. In: BZ Magazin. 9. Juni 2020. S. 17.
29. ↑  Julia Haenni, Mali Lazell: Ich will alles! Streikporträts. edition clandestin, Biel/Bienne 2021, ISBN 978-3-907262-17-7.
30. ↑  Aleksandra Hiltmann, Rebecca Pfisterer: Sie wollen alles. In: Tages-Anzeiger. 12. Juni 2021, abgerufen am 14. Juni 2022: „Mali Lazell und Julia Haenni porträtierten am 14. Juni 2019 Frauen, die auf die Strasse gingen, und fragten: Was wollt ihr? Entstanden ist ein starkes Buch mit poetischen Zeilen und entschlossenen Statements.“
31. ↑  Hansruedi Kugler: Veronika Sutter ist die Überraschungsdebütantin des Schweizer Buchpreises. In: St. Galler Tagblatt. 1. November 2021, abgerufen am 14. Juni 2022.
32. ↑  Stefan Busz: «Ich wurde wachgerüttelt». Buch der Frauenstreik-Mitorganisatorin Sutter. In: Tages-Anzeiger. 6. Mai 2021, abgerufen am 14. Juni 2022: „Veronika Sutters Erzählband «Grösser als du» zeigt, was von der Euphorie geblieben ist, die sie als Mitorganisatorin des ersten Frauenstreiks packte.“
33. ↑  Der Frauenstreik vom 14. Juni ohne «Frauen». In: infosperber. 1. Juni 2023, abgerufen am 16. Januar 2025.
34. ↑  Organisationskomitee des feministischen Streiks: Reportage Frauenstreik 2023: «Dini Müetere sind hässig», rufen sie – und über allem schwebt eine lila Faust | Tages-Anzeige. In: tagesanzeiger.ch. 14. Juni 2023, abgerufen am 9. März 2024.
35. ↑  Giorgio Scherrer: Frauenstreik 2023: Tausende protestieren für Gleichberechtigung. In: nzz.ch. 15. Juni 2023, abgerufen am 30. Januar 2024., abgerufen am 20. Juni 2023
36. ↑  https://www.14juni.ch,/ abgerufen am 20. Juni 2023
37. ↑  sda/schn;schl;mcep: Aktionen im ganzen Land - Städte in Violett: So war der Tag des Schweizer Frauenstreiks - News - SRF. In: srf.ch. 14. Juni 2023, abgerufen am 29. Februar 2024.
38. ↑  Jan Hudec: Rykarts Schweigen zum Frauenstreik. Linke kritisieren Stadtpolizei für „brutalen Einsatz“ - SVP fordert von der grünen Polizeivorsteherin, sich hinter ihre Leute zu stellen, NZZ vom 22. Juni 2023, S. 12
39. ↑  20 Minuten Zürich, 21. Juni 2023, S. 3, Titel: "BERN Auf dem Bundesplatz durfte der Frauenstreik trotz Session stattfinden. Laut Behörden war es zu laut." Gezeichnet mit SHB
40. ↑  Raphaela Birrer: Frauenstreik 2023: Dieser Streik wurde gekapert. In: tagesanzeiger.ch. 14. Juni 2023, abgerufen am 9. März 2024.
41. ↑  Alice Galizia: Feministischer Streik: Links geboren, links geblieben | WOZ Die Wochenzeitung. In: woz.ch. 22. Juni 2023, abgerufen am 9. März 2024.
42. ↑  Sarah Buser, Mia Schatzmann: Berns Strassen füllten sich Lila. Der Bund, 14. Juni 2024, abgerufen am 14. Juni 2025.
43. ↑  SRF News: Tausende demonstrieren schweizweit am Frauenstreik, 14. Juni 2025.